# Santa Crescenciana (título cardinalício)
Santa Crescenciana (em latim Sancta Crescentianæ) foi um título cardinalício instituído em 112 pelo Papa Alexandre I e foi suprimido no século VI pelo Papa Gregório I.
Provavelmente correspondia à Basílica Crescentiana, que o Liber Pontificalis diz ter sido fundada pelo Papa Santo Anastácio I (399-401). Tanto Duchesne quanto Kirsch concordam em atribuir este título ao de São Sisto. Cristofori diz que o título foi suprimido em ca. 600 pelo Papa São Gregório I, o Grande (590-604) e teria sido transferido para o título de Santos Marcelino e Pedro.

## Titulares protetores
- Bono (citado em 499)
- Suprimido em ca. 600